# Boissy-l’Aillerie
Boissy l’Aillerie egy község Franciaországban. Lakosainak száma 2114 fő (2022. január 1.).

## Földrajza
Boissy-l’Aillerie Génicourt, Cormeilles-en-Vexin, Montgeroult, Osny és Puiseux-Pontoise községekkel határos.